# Віта Буйвид
Віта Буйвид (Вікторія Вікторівна Буйвид; нар. 11 травня 1962, Дніпро) — українська та російська фотографиня і художниця. 

## Біографія
Закінчила філологічний факультет Дніпропетровського університету (1988), у 1989 переїхала у Ленінград. З 2000-х років живе у Москві. Викладала в Гетеборгському університеті, ряді російських навчальних закладів. Фотодиректорка журналу «Російський піонер», також публікується в ньому як колумністка. У 2018 році переїхала у Нідерланди. 
Виставляється з 1990 року. В 1993 році взяла участь у колективній виставці «ФОТОpostscriptum» в Мармуровому палаці (філія Російського музею, куратор Д. Віленський) — першої в Санкт-Петербурзі фотовиставці у просторі художнього музею, звідки роботи Буйвид і Людмили Федоренко були взяті на виставку «ФОТО-поліпшення» (Нове мистецтво з Москви і Санкт-Петербурга)» (англ. PHOTO-reclamation (new art from Moscow and Saint Petersburg)) в Лондоні і Саутгемптоні (1994—1995); каталог британської виставки відкривався інтерв'ю з Буйвид. 
У 1994 році отримала ґрант від ательє "Circ'' в Амстердамі для дослідження впливу нідерландського мистецтва на російське.
Персональні виставки у галереях Москви, Петербурга, США, Німеччини, Естонії. Роботи у зібранні Російського музею. У 2009 р. номінована на премію Кандинського з проєктом «Як я провів літо». У 2011 р. виставкою Буйвид відкрилася галерея «Арткоммуналка» в Коломні. У 2018 році Віта увійшла в журі конкурсу «Молоді фотографи Росії».
У 2020 році закінчила Dutch Art Institute. У 2023 гостьова резидентка Rijksakademie van Beeldende Kunsten У Амстердамі. 
Має доньку, Анну Буйвід, яка є російською мистецтвознавицею та кураторкою сучасного мистецтва. 

## Творчість
В середині 1990-х років Віта Буйвид перейшла, по більшій частині, від чистого фотографії до змішаній техніці, що вводить в фотографію елементи акварелі, аплікації, колажу. Вже в 1999 р. роботи Буйвид на стику фотографії та комп'ютерних технологій високо оцінив Олександр Боровський.
Тематично багато роботи Буйвид присвячені деконструкції тілесного: І. С. Кон у зв'язку з серією «Чоловік у ванні» (2000) кваліфікує творчість Буйвид як «феміністське мистецтво», що деміфологізує канон маскулінності.

## Персональні виставки
| 2013 | «Акти громадянського стану» Карась Галерея. Київ |
| 2011 | «Якщо хочеш плавати — плавай». Галерея RuArts. Москва «Трудодні». Музей історії фотографії. Санкт-Петербург «Корпоративний сон». Галерея Дмитра Семенова. Санкт-Петербург «Piccolo Amore» Карась Галерея. Київ |
| 2010 | «Люби мене як я тебе». Карась Галерея. Київ «Акти громадянського стану». AL Gallery. Санкт-Петербург |
| 2009 | «Сонник». Карась Галерея. Київ Vita Aperte. Галерея RuArts. Москва«Корпоративний сон». Галерея Файн Арт. Москва                                                                                                |
| 2008 | «Як я провів літо». Галерея АРТСтрелка — projects. Москва «Методи дослідження орнаменту». Галерея Дмитра Семенова. Санкт-Петербург                                                                             |
| 2007 | «Фототрикотаж». Музей сучасного мистецтва. Москва Piccolo Amore. Artistico Gallery. Москва |
| 2006 | «Швидкі сни». Галерея Очей. Москва «Familia». Музей Сновидінь Зигмунда Фрейда. Санкт-Петербург«Територія кохання». МДФ. Фотобієнале. Москва«Париж. Червоний». Музей архітектури ім. Щусєва. Москва             |
| 2005 | «Дзвінок». Галерея Сільське життя. Санкт-Петербург |
| 2003 | «П'ятниця, 13-е». МДФ. Бієнале «Мода і стиль у фотографії». Москва |
| 2002 | «Antifashion». White space gallery. Лондон |
| 2001 | «8+3=10». Галерея James. Москва «Імперія в речах». Московський центр мистецтв |
| 1998 | Університет Rutgers. США |
| 1997 | «Чоловіки у ванні». Галерея 21. Санкт-Петербург «Люби мене як я тебе». Галерея Werdermann art. Гамбург |
| 1996 | «Весталки». Нова Академя Витончених Мистецтв. Санкт-Петербург «Соло для контрабаса». Центр сучасного мистецтва Дж. Сороса. Санкт-Петербург                                                                     |
| 1995 | Гете-інститут. Москва |
| 1994 | Фото-центр De Moor. Амстердам Салон мистецтв Dolberg. Берлін Галерея Photo Medium Art. Вроцлав. Польща «Манія величі». Інститут сучасного мистецтва. Санкт-Петербург                                           |
| 1993 | Галерея Ann Westin. Стокгольм |
| 1991 | Художній музей Талліна. Естонія Художній музей Нарви. Естонія |
| 1990 | Будинок вчених. Дніпропетровськ |